# Necremnus fumatus
Necremnus fumatus är en stekelart som beskrevs av Graham 1983. Necremnus fumatus ingår i släktet Necremnus och familjen finglanssteklar.
Artens utbredningsområde är Madeira. Inga underarter finns listade i Catalogue of Life.